# بريث أوف فاير (سلسلة)
بيرث أوف فاير (بالإنجليزية: Breath of Fire)‏ (باليابانية: ブレスオブファイア) ، هي سلسلة ألعاب الفيديو التي تنتجها شركة كابكوم اليابانية من نوع لعبة تقمص الأدوار، صدرت للمرة الأولى سنة 1993م وتمت إصدارها للجزء الخامس والأخير سنة 2002م على منصة بلاي ستيشن 2.

## ألعاب

### قائمة السلاسل الرئيسية
| العنوان | التفاصيل |
| --- | --- |
| بيرث أوف فاير تاريخ الإصدار الأصلي: اليابان 3 أبريل , 1993 أ.ش. 10 أغسطس , 1994 أوروبا 14 ديسمبر , 2001 (جيم بوي أدفانس)  | سنوات الإصدار وفقاً للمشغل: 1993 — سوبر نينتندو إنترتينمنت سيستم 2001 — جيم بوي أدفانس 2014 — وي يو إي شوب                                                   |
| بيرث أوف فاير تاريخ الإصدار الأصلي: اليابان 3 أبريل , 1993 أ.ش. 10 أغسطس , 1994 أوروبا 14 ديسمبر , 2001 (جيم بوي أدفانس)  | ملاحظات: - الإصدار الأصلي في اليابان كانت اسمها بيرث أوف فاير: ريو نو سينشي (ブレスオブファイアＩ 竜の戦士) وتعني التنين المحارب                            |
| بيرث أوف فاير 2 تاريخ الإصدار الأصلي: اليابان 2 ديسمبر , 1994 أ.ش. 10 ديسمبر , 1995 أوروبا 25 أبريل, 1996                 | سنوات الإصدار وفقاً للمشغل: 1994 — سوبر نينتندو إنترتنمنت سيستم 2001 — جيم بوي أدفانس 2007 — فرتشويل كونسول 2013 — وي يو إي شوب                              |
| بيرث أوف فاير 2 تاريخ الإصدار الأصلي: اليابان 2 ديسمبر , 1994 أ.ش. 10 ديسمبر , 1995 أوروبا 25 أبريل, 1996                 | ملاحظات: - الإصدار الأصلي في اليابان كانت تسمى بيرث أوف فاير 2: شيمي نو كو (ブレスオブファイアＩＩ 使命の子) ، وتعني بيرث أوف فاير: قدرة الطفل.             |
| بيرث أوف فاير 3 تاريخ الإصدار الأصلي: اليابان 11 سبتمبر , 1997 أ.ش. 30 أبريل , 1998 أوروبا 8 أكتوبر , 1998                | سنوات الإصدار وفقاً للمشغل: 1997 — بلاي ستيشن 2005 — بلاي ستيشن بورتبل                                                                                       |
| بيرث أوف فاير 3 تاريخ الإصدار الأصلي: اليابان 11 سبتمبر , 1997 أ.ش. 30 أبريل , 1998 أوروبا 8 أكتوبر , 1998                | ملاحظات: - عنوان اللعبة لا تظهر التسمية باللغة اليابانية |
| بيرث أوف فاير 4 تاريخ الإصدار الأصلي: اليابان 27 أبريل , 2000 أ.ش. 28 نوفمبر , 2000 أوروبا 3 أغسطس , 2001                 | سنوات الإصدار وفقاً للمشغل: 2000 — بلاي ستيشن 2003 — مايكروسوفت ويندوز 2011 — بلاي ستيشن نتورك                                                               |
| بيرث أوف فاير 4 تاريخ الإصدار الأصلي: اليابان 27 أبريل , 2000 أ.ش. 28 نوفمبر , 2000 أوروبا 3 أغسطس , 2001                 | ملاحظات: - الإصدار الأصلي في اليابان بيرث أوف فاير 4: أوتسوروازرومونو (ブレスオブファイアＩＶ うつろわざるもの) وتعني آحاد لا تضمحل                         |
| بيرث أوف فاير: دراغون كوارتر تاريخ الإصدار الأصلي: اليابان 14 نوفمبر , 2002 أ.ش. 16 فبراير , 2003 أوروبا 28 نوفمبر , 2003 | سنوات الإصدار وفقاً للمشغل: 2002 — بلاي ستيشن 2 |
| بيرث أوف فاير: دراغون كوارتر تاريخ الإصدار الأصلي: اليابان 14 نوفمبر , 2002 أ.ش. 16 فبراير , 2003 أوروبا 28 نوفمبر , 2003 | ملاحظات: - العنوان الأصلي للغة اليابانية بيرث أوف فاير: دراغون كوارتر (ブレスオブファイアＶ ドラゴンクォーター) وتعني مـربع التنين                          |
| بيرث أوف فاير 6 تاريخ الإصدار الأصلي: اليابان خريف 2015                                                                   | سنوات الإصدار وفقاً للمشغل: 2015 — أندرويد، آي أو إس، الحاسب الشخصي                                                                                          |
| بيرث أوف فاير 6 تاريخ الإصدار الأصلي: اليابان خريف 2015                                                                   | ملاحظات: - العنوان الأصلي باللغة اليابانية بيرث أوف فاير 6: هاكوريو نو شوغوشا-تاشي (ブレスオブファイア6 白竜の守護者たち) وتعني الأوصياء على التنين الأبيض. |